# Opuntia fuliginosa
Opuntia fuliginosa, conocida comúnmente como nopal silvestre o nopal de cerro, es una especie de planta suculenta perteneciente al género Opuntia, dentro de la familia Cactaceae. Es endémica de México y sus tallos y frutos son comestibles.

## Descripción

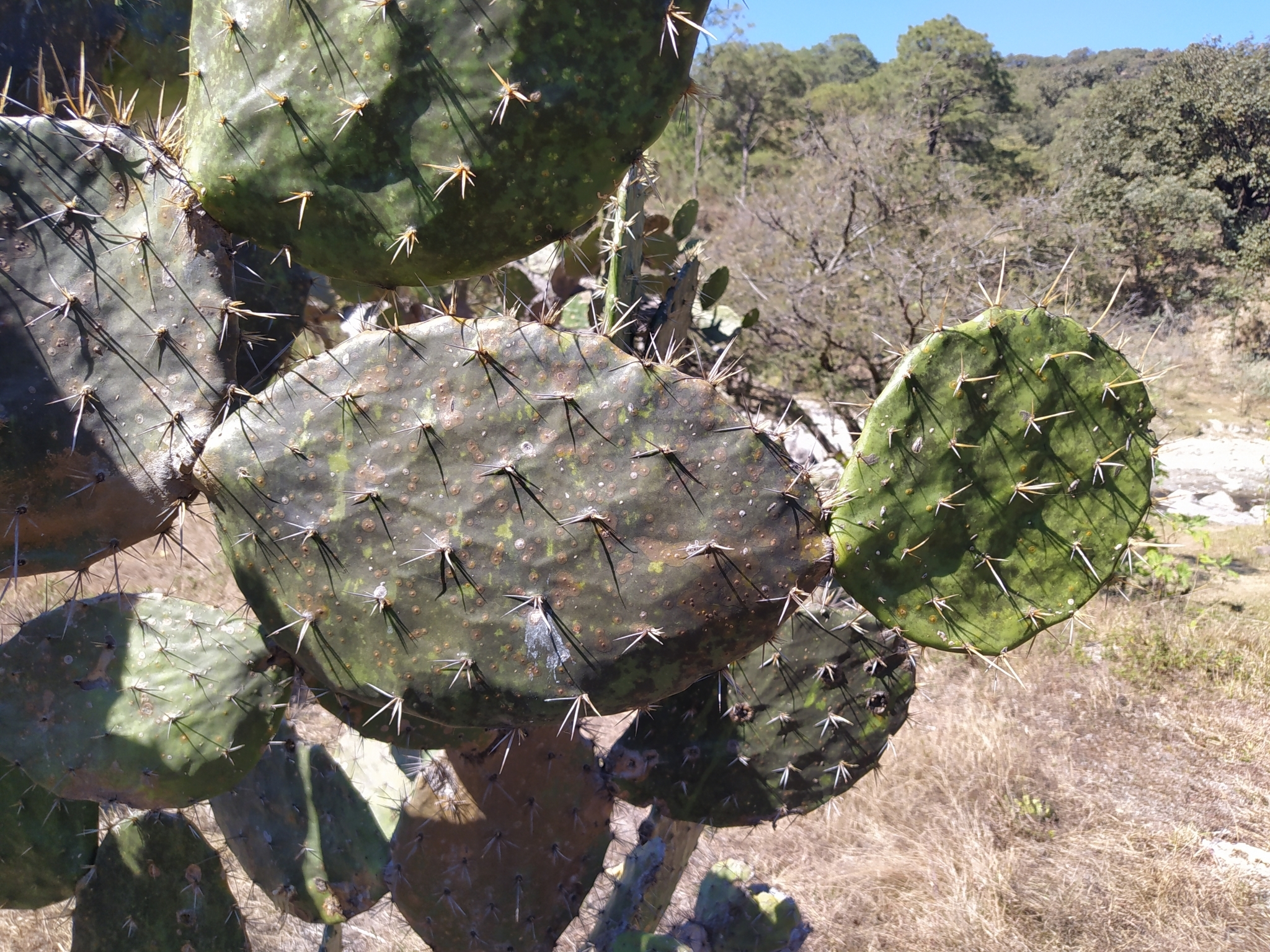
Tonalidad oscura debido al crecimiento de un hongo

Opuntia fuliginosa es una especie de cactus que crece como como un arbusto o árbol, alcanzando alturas de 1,5 a 4 m. Desarrolla un tronco leñoso bien definido, con una corteza de color negro. Los tallos son erectos, articulados y están formados por segmentados aplanados (cladodios o pencas) de forma redonda a obovada. Tienen la epidermis de color verde claro, aunque a veces pueden adquirir una tonalidad oscura debido al crecimiento de un hongo. Miden de 15 a 24 cm de largo y hasta 16 cm de ancho.
Sobre los tallos se asientan areolas elípticas, abovadas y algo elevadas. Se disponen en series de 5 a 10 y están separadas entre sí de 3 a 5 cm de distancia. Están cubiertas de fieltro marrón con un borde compacto de color blanco-grisáceo. Poseen gloquidios de color amarillo a ligeramente oscuro y miden de 3 a 4 mm de largo. También tienen de 2 a 8 espinas que aunque inicialmente son de color blanco a marrón con la punta y la base traslúcida, con el tiempo se vuelven de grises a negruzcas. Son aciculares, divergentes, recurvadas y algunas tienen la base aplanada. Normalmente miden menos de 2 cm, aunque pueden llegar a medir hasta 3 cm.

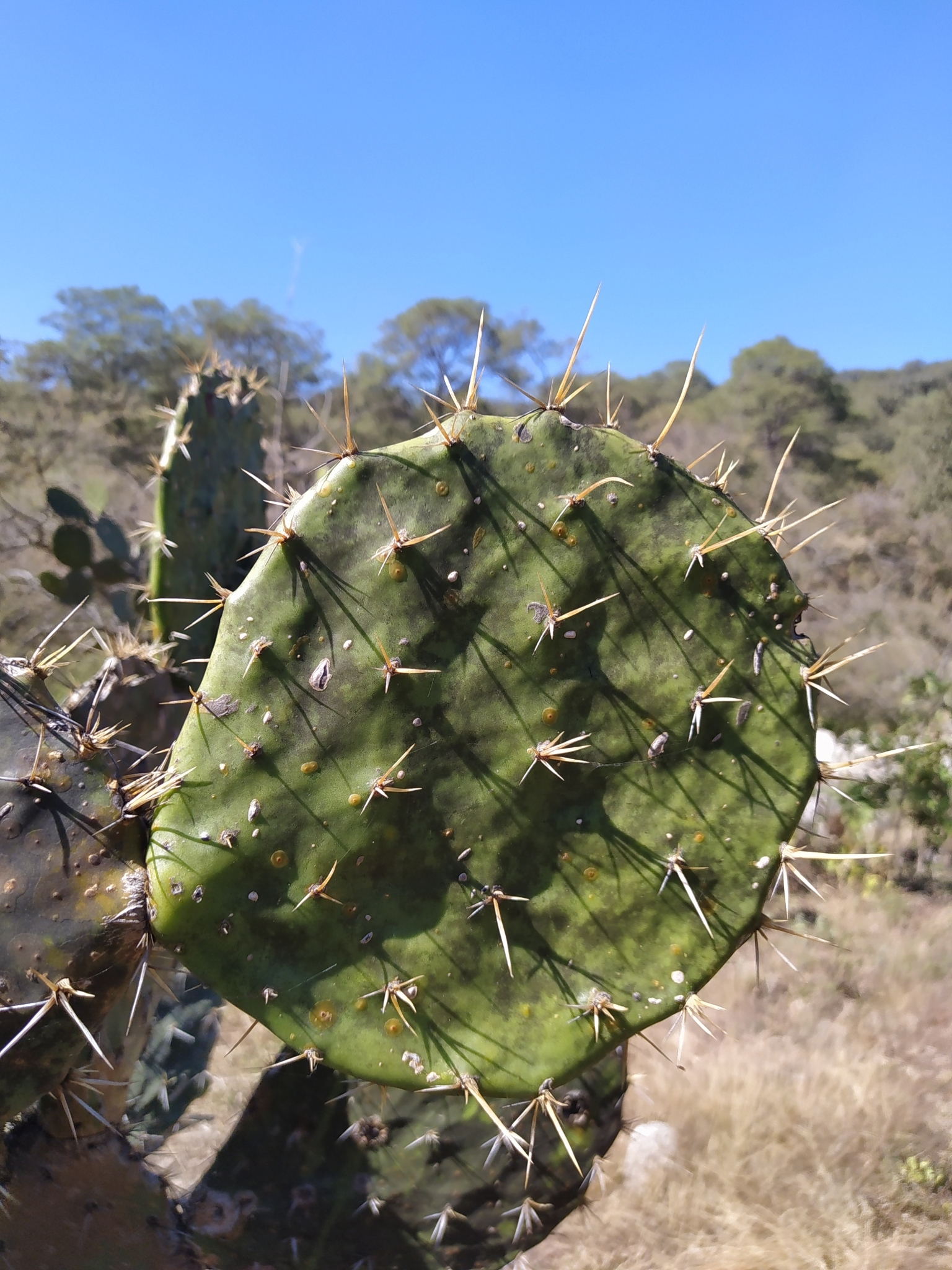
Detalle de las espinas

También tienen en su desarrollo inicial pequeños rudimentos en forma de hojas estrechas, alargadas y puntiagudas de 8 a 1,2 cm de largo, que en la adultez se caen prematuramente. 
Las flores son amarillas, miden de 5 a 7 cm de largo y de 4 a 6 cm de diámetro. Tienen los segmentos externos espatulados, de color amarillo con la punta rojiza y con una línea central más oscura. El pericarpelo va de subgloboso a abovado, tienen muy pocas espinas delgadas y son caducas.
Los frutos son rojizos, van de redondeados a fusiformes y miden hasta 4 cm de largo. Tienen numerosas aréolas con fieltro de color blanquecino a marrón claro y presentan abundantes gloquidios amarillos. En su interior contienen semillas reniformes de color blanco-marrón y de 4 mm de largo.

### Especies similares
Esta especie a menudo se confunde con Opuntia bensonii y O. excelsa.

## Distribución y hábitat
El área de distribución nativa de esta especie es México (concretamente de los estados mexicanos de Guerrero, Guanajuato, Hidalgo, Morelos, Nayarit, Jalisco, Michoacán, Querétaro y Oaxaca).
Crece principalmente en biomas desérticos o de matorral seco, tanto en zonas bajas como en laderas empinadas con suelos pedregosos.

## Ecología

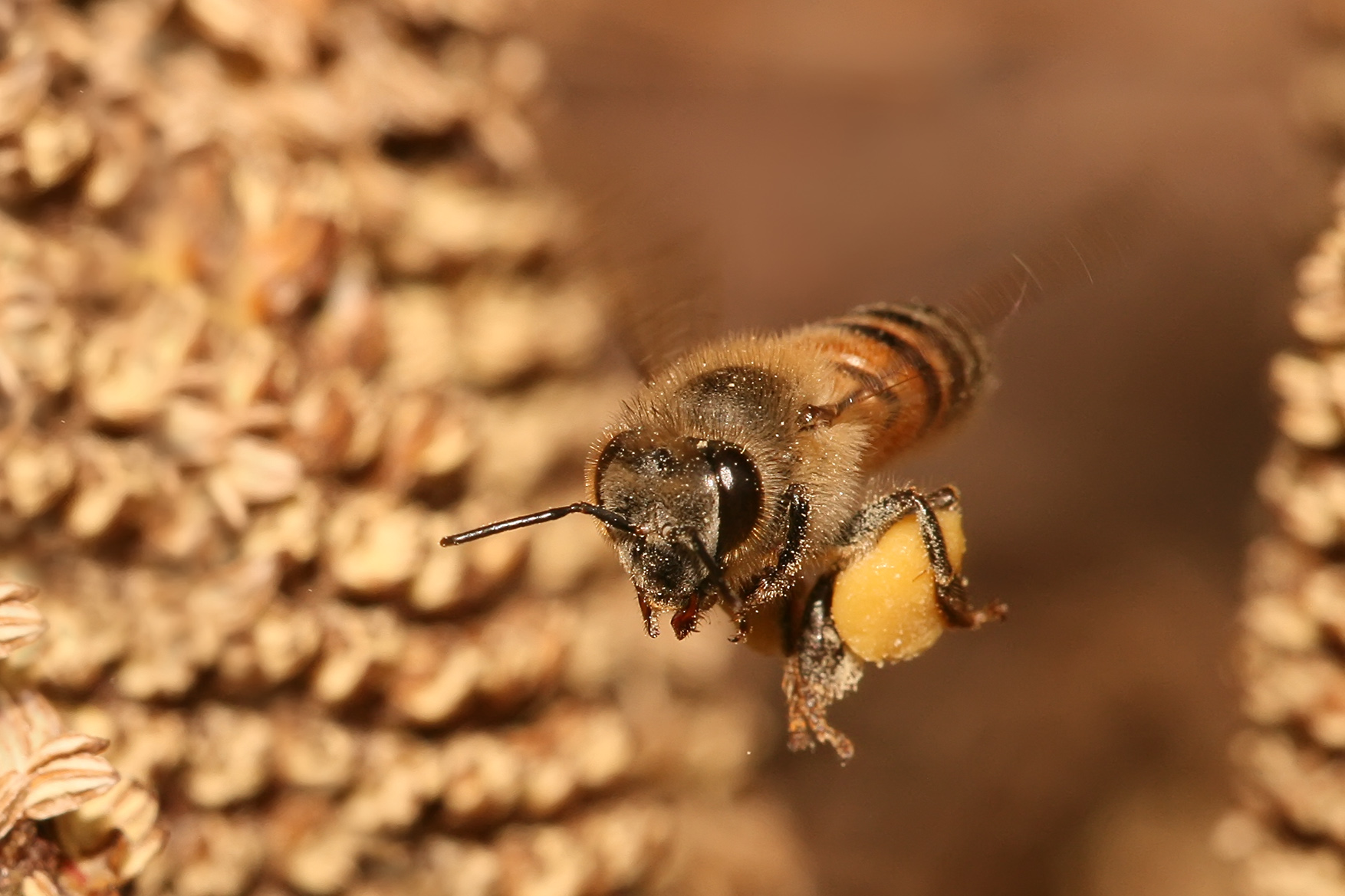
Abeja

Los principales polinizadores de esta especie son las abejas, aunque también intervienen los himenópteros y los coleópteros (escarabajos). Puede darse tanto la autopolinización (con el polen de su propia flor) como la polinización cruzada (con el polen de otra flor de la misma planta) y la xenogamia (con el polen de otra planta).
La dispersión de las semillas generalmente es realizada por aves y mamíferos, quienes las ingieren al consumir los frutos. Una vez en el aparato digestivo de estos animales, la dura cubierta de las semillas es sometida a la acción de los jugos digestivos. Este proceso, conocido como propagación digestiva, favorece la germinación de las semillas al debilitar o remover la cubierta dura, lo que aumenta su capacidad para germinar en un nuevo lugar.
Además de la reproducción sexual, la planta suele reproducirse a partir de tallos caídos (propagación vegetativa), donde las areolas se convierten en raíces adventicias y enraízan con cierta facilidad.

## Taxonomía
Opuntia fuliginosa fue descrita por el botánico estadounidense David Griffiths y publicada por primera vez en la revista científica Annual Report of the Missouri Botanical Garden 19: 262 en el año 1908.
Etimología
- Opuntia: nombre genérico que deriva de la ciudad griega de Opunte (capital de la región de la Lócride Opuntia, ubicada en la costa de Grecia continental, frente a Eubea), donde según Plinio el Viejo, crecía una planta parecida a las especies de este género (conocidas como nopales).[9]
- fuliginosa: epíteto específico latino que significa 'holliniento', haciendo referencia a los tallos oscuros de la especie.[10]

## Estado de conservación

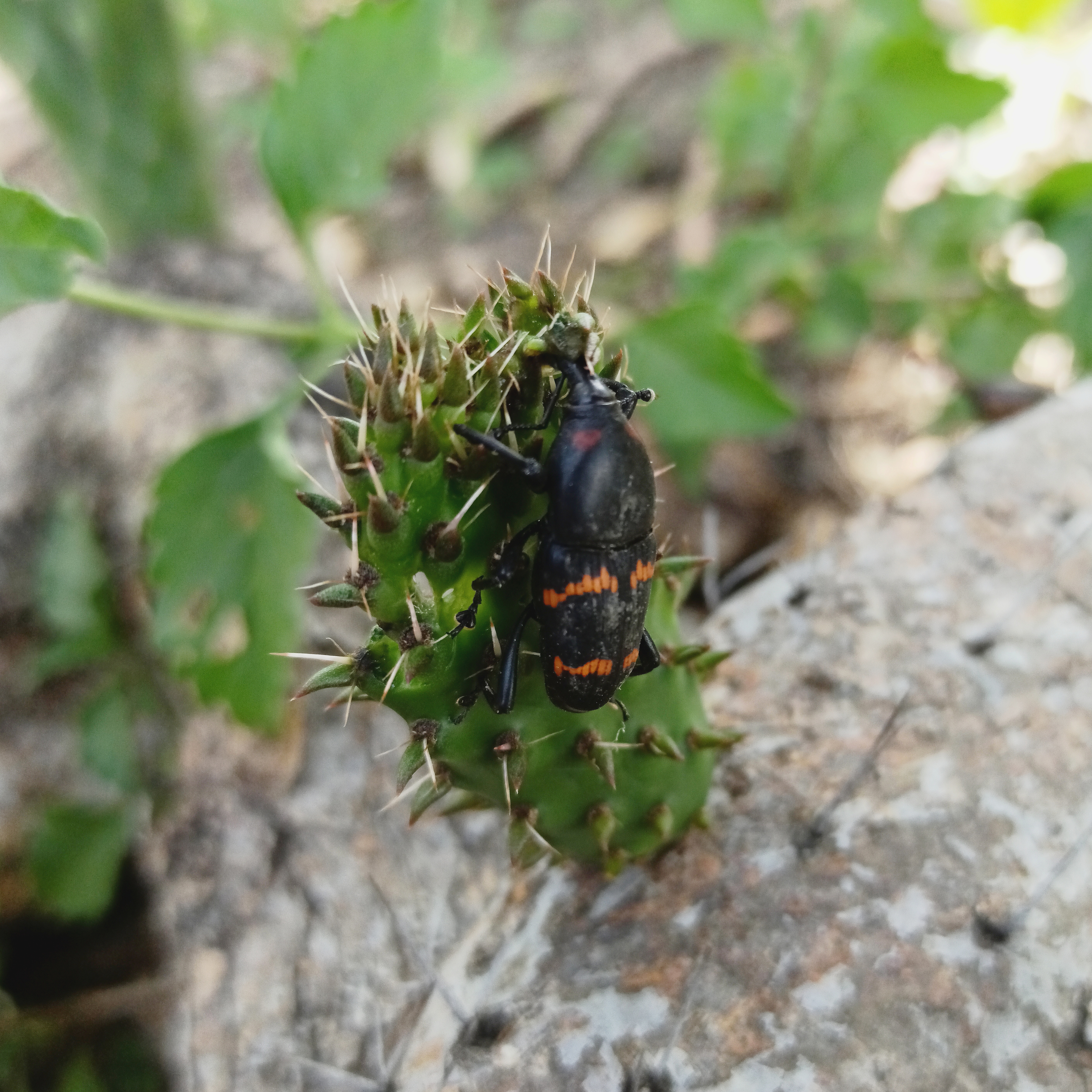
Cactophagus spinolae

En la Lista Roja de Especies Amenazadas de la UICN, la especie está clasificada como de “Preocupación Menor (LC)”.
La especie es muy abundante y aunque no presenta amenazas importantes, algunas poblaciones se ven afectadas por los cambios de uso del suelo, la senescencia, las plagas y las enfermedades. Dichas plagas suelen ser causadas principalmente por el picudo barrenador (Cactophagus spinolae), la chinche gris (Chelinidea tabulata) y la cochinilla o grana (Dactylopius indicus).

## Importancia económica y cultural

### Uso alimenticio
En las zonas desérticas y semidesérticas, el nopal silvestre se utiliza en la alimentación humana principalmente como verdura. Se suele extraer de poblaciones silvestres y una vez procesado, se le conoce como 'nopalito'. Para su preservación se emplea la refrigeración, donde llega a conservarse en ópticas condiciones hasta 30 días.
Para su consumo, cogen los tallos tiernos, le quitan las espinas, lo cortan en trozos pequeños y lo utilizan en sopas, cremas, guisados, ensaladas, mermeladas, postres e incluso bebidas. Normalmente se recolectan para consumo propio, aunque a veces se comercializa en puestos ambulantes de mercados locales, donde el kilo de nopal crudo se vende a razón de 5 a 10 pesos mexicanos.
Además sus frutos son comestibles, y muchas veces se utiliza ésta planta como forraje para alimentar el ganado.

### Uso medicinal
Tradicionalmente los habitantes del municipio de Autlán de Navarro (Jalisco) han utilizado esta especie para el control de la diabetes y el estreñimiento digestivo.
Experimentalmente se ha evaluado la actividad hipoglucémica del extracto purificado de Opuntia fuliginosa, obteniéndose resultados esperanzadores. Para ello se trataron ratas diabéticas inducidas con estreptozotocina (STZ), con un combinado de insulina y extracto de Opuntia fuliginosa, observándose que los niveles de glucosa en sangre y la hemoglobina glucosilada se redujeron a valores normales. Posteriormente, cuando se suspendió la insulina en este tratamiento y se mantuvo el suministro de extracto de Opuntia, se observó que los niveles de glucosa en sangre se seguían manteniendo en valores normales.
Aunque se desconoce el mecanismo de acción, es evidente la necesidad de seguir investigando y hacer estudios clínicos en humanos.

### Uso ambiental

Agua contaminada

Las fibras de esta planta han emergido como una alternativa ecológica y eficiente para la remediación de aguas contaminadas, especialmente en la eliminación de metales pesados mediante un proceso conocido como biosorción. Este método aprovecha la capacidad natural de las fibras para captar y retener iones metálicos en su estructura, lo que reduce significativamente la concentración de estos contaminantes en el agua. Su alta eficacia en la absorción de plomo (Pb), seguido de cromo (Cr), hierro (Fe), cobre (Cu), zinc (Zn), cadmio (Cd) y manganeso (Mn), contribuye a mejorar la calidad del agua y a prevenir riesgos para la salud humana y los ecosistemas acuáticos. 
Además, aunque su uso representa una solución sostenible y de bajo costo, también tiene implicaciones en el contexto del cambio climático. La utilización de fibras naturales reduce la dependencia de tecnologías químicas o energéticas intensivas, disminuyendo las emisiones de gases de efecto invernadero asociadas a procesos industriales tradicionales. Así mismo, su implementación puede promover prácticas de manejo de residuos y recursos renovables, fomentando una economía circular y disminuyendo la huella ecológica.

### Uso ornamental
La especie se cultiva principalmente como planta ornamental y su propagación se realiza principalmente a través de esquejes. Para ello, se cortan los segmentos de los tallos (cladodios o pencas) durante los meses de mayo y junio desde la base, y se dejan unos días en un lugar sombrío para que cicatricen adecuadamente. Luego se siembran en suelos con buen drenaje.

### Otros usos

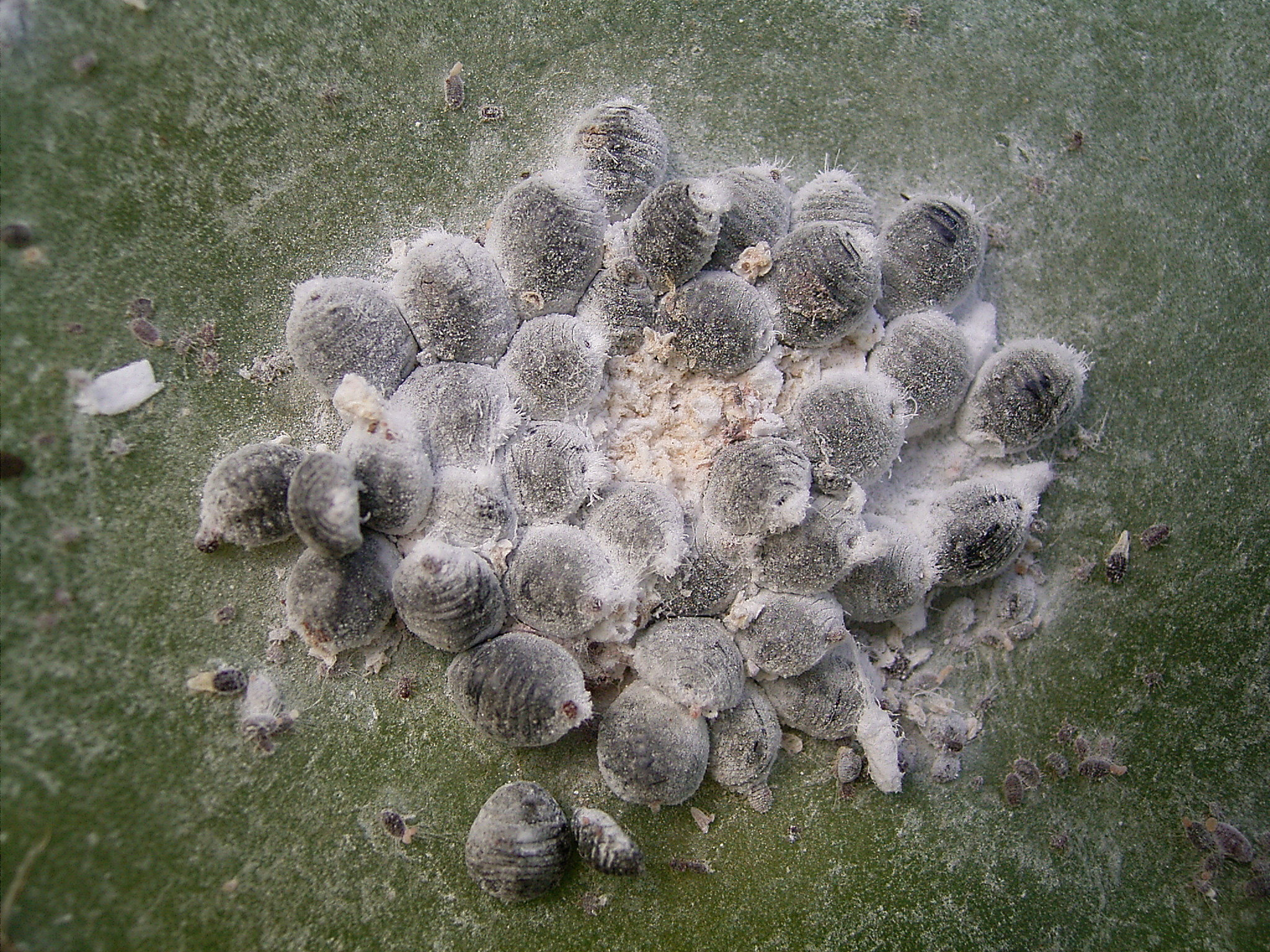
Grupo de cochinillas del carmín

El cactus se puede cultivar para su uso como cerca viva y en la zona de Jalisco (México), incluso se ha utilizado para la construcción de viviendas modestas.
También se utiliza para alimentar a la cochinilla del carmín (Dactylopius coccus), un insecto del que se extrae el carmín, muy usado como tinte de tejidos desde hace siglos, y aún hoy como colorante alimentario o en la creación de cosméticos como lápices de labios.

## Nombres comunes
Los nombres comunes de esta especie son: nopal, nopal blanco, nopal de cerro, nopal de tuna colorada, nopal hollín y nopal silvestre.